# Artjom Koetsjin
Artjom Koetsjin (Kazachs: Артём Кучин) (Karaganda, 15 december 1977) is een Kazachs voetbalscheidsrechter. Hij was in dienst van FIFA en UEFA tussen 2009 en 2021. Ook leidt hij wedstrijden in de Kazachse Premjer-Liga.
Op 2 juli 2009 maakte Koetsjin zijn debuut in Europees verband tijdens een wedstrijd tussen Olimpi Roestavi en B36 Tórshavn in de voorrondes van de UEFA Europa League; het eindigde in 2–0 en de Kazachse leidsman gaf viermaal een gele en eenmaal een rode kaart. Zijn eerste interland floot hij op 3 juni 2011, toen Liechtenstein met 2–0 won van Litouwen. Tijdens dit duel deelde Koetsjin vijf gele kaarten uit.

## Interlands
| Datum            | Plaats                 | Wedstrijd                | Uitslag | Competitie           | Kreeg geel | Kreeg voor de tweede keer geel en dus rood | Weggestuurd |
| ---------------- | ---------------------- | ------------------------ | ------- | -------------------- | ---------- | ------------------------------------------ | ----------- |
| 3 juni 2011      | Vaduz, Liechtenstein   | Liechtenstein – Litouwen | 2 – 0   | EK 2012 kwalificatie | 5          | 0                                          | 0           |
| 7 september 2012 | Tirana, Albanië        | Albanië – Cyprus         | 3 – 1   | WK 2014 kwalificatie | 6          | 0                                          | 0           |
| 19 november 2013 | Bisjkek, Kirgizië      | Kirgizië – Azerbeidzjan  | 0 – 0   | Vriendschappelijk    | 0          | 0                                          | 0           |
| 11 juni 2016     | Serravalle, San Marino | San Marino – Duitsland   | 0 – 8   | WK 2018 kwalificatie | 1          | 0                                          | 0           |